# Férfi jégkorongtorna a 2010. évi téli olimpiai játékokon
A 2010. évi téli olimpiai játékokon a férfi jégkorongtornát Vancouver két csarnokában rendezték meg február 16. és 28. között. A tornán a Nemzetközi Jégkorongszövetség által készített 2008-as világranglista első kilenc helyezettje, valamint az olimpiai selejtezőtornák győztesei vehettek részt.

## Csoportkör
A tizenkét csapatot három darab négyes csoportba osztották be az alábbi módon (zárójelben a csapat világranglistán elfoglalt helyezése olvasható, ami meghatározta csoportbeli elhelyezésüket):
| A csoport             | B csoport        | C csoport             |
| --------------------- | ---------------- | --------------------- |
| Kanada (1.)           | Oroszország (2.) | Svédország (3.)       |
| Egyesült Államok (6.) | Csehország (5.)  | Finnország (4.)       |
| Svájc (7.)            | Szlovákia (8.)   | Fehéroroszország (9.) |
| Norvégia (12.)        | Lettország (11.) | Németország (10.)     |

Egy-egy csoportban minden csapat minden csoportellenfelével egyszer játszott. A három csoportgyőztes és a legjobb második helyezett közvetlen a negyeddöntőbe jutott. A többi csapatnak egy mérkőzést kellett játszaniuk a negyeddöntőbe jutásért.
|  | Bejutott a negyeddöntőbe                                 |
|  | Egy mérkőzést kellett játszania a negyeddöntőbe jutásért |

Minden időpont helyi (UTC–8) idő szerint van megadva.

### A csoport
| Csapat                 | M | Gy | HGy | HV | V | G+ | G- | Gk  | P |
| ---------------------- | - | -- | --- | -- | - | -- | -- | --- | - |
| Egyesült Államok (USA) | 3 | 3  | 0   | 0  | 0 | 14 | 5  | +9  | 9 |
| Kanada (CAN)           | 3 | 1  | 1   | 0  | 1 | 14 | 7  | +7  | 5 |
| Svájc (SUI)            | 3 | 0  | 1   | 1  | 1 | 8  | 10 | –2  | 3 |
| Norvégia (NOR)         | 3 | 0  | 0   | 1  | 2 | 5  | 19 | –14 | 1 |

| 2010. február 16. 12:00 | Egyesült Államok (USA) | 3–1 (1–0, 2–0, 0–1) | Svájc (SUI) | Canada Hockey Place, Vancouver Nézőszám: 16 706 |

| Jegyzőkönyv | Jegyzőkönyv | Jegyzőkönyv                              | Jegyzőkönyv  | Jegyzőkönyv                                      |
| --- | ----------- | ---------------------------------------- | ------------ | ------------------------------------------------ |
| | Ryan Miller | Kapusok                                  | Jonas Hiller | Játékvezetők: Vjacseszlav Bulanov Dan O’Halloran |
| \| Ryan – 18:59 \| 1–0 \| \| \| Backes – 25:52 \| 2–0 \| \| \| Malone (Suter) (PP) – 28:25 \| 3–0 \| \| \| \| 3–1 \| 49:45 - Wick (Domenichelli, Streit) (PP) \| |             |                                          |              | Játékvezetők: Vjacseszlav Bulanov Dan O’Halloran |
| 4 perc | Büntetések  | 6 perc                                   |              | Játékvezetők: Vjacseszlav Bulanov Dan O’Halloran |
| 24 | Lövések     | 15                                       |              | Játékvezetők: Vjacseszlav Bulanov Dan O’Halloran |
| Ryan – 18:59 | 1–0         |                                          |              | Játékvezetők: Vjacseszlav Bulanov Dan O’Halloran |
| Backes – 25:52 | 2–0         |                                          |              | Játékvezetők: Vjacseszlav Bulanov Dan O’Halloran |
| Malone (Suter) (PP) – 28:25 | 3–0         |                                          |              | Játékvezetők: Vjacseszlav Bulanov Dan O’Halloran |
| | 3–1         | 49:45 - Wick (Domenichelli, Streit) (PP) |              |                                                  |

| 2010. február 16. 16:30 | Kanada (CAN) | 8–0 (0–0, 3–0, 5–0) | Norvégia (NOR) | Canada Hockey Place, Vancouver Nézőszám: 16 652 |

| Jegyzőkönyv | Jegyzőkönyv    | Jegyzőkönyv | Jegyzőkönyv                                        | Jegyzőkönyv                                |
| --- | -------------- | ----------- | -------------------------------------------------- | ------------------------------------------ |
| | Roberto Luongo | Kapusok     | Pål Grotnes (le 44:29) André Lysenstøen (be 44:29) | Játékvezetők: Jyri Rönn Christopher Rooney |
| \| Iginla (Crosby, Doughty) (PP) – 22:30 \| 1–0 \| \| \| Heatley (Pronger, Thornton) – 24:27 \| 2–0 \| \| \| Richards (Bergeron, Weber) – 33:06 \| 3–0 \| \| \| Getzlaf (Niedermayer, Toews) – 44:29 \| 4–0 \| \| \| Heatley (Marleau, Boyle) – 46:43 \| 5–0 \| \| \| Iginla (Nash, Crosby) – 47:36 \| 6–0 \| \| \| Perry (Staal, Boyle) – 51:03 \| 7–0 \| \| \| Iginla (Nash, Crosby) – 58:11 \| 8–0 \| \| |                |             |                                                    | Játékvezetők: Jyri Rönn Christopher Rooney |
| 10 perc | Büntetések     | 12 perc     |                                                    | Játékvezetők: Jyri Rönn Christopher Rooney |
| 42 | Lövések        | 15          |                                                    | Játékvezetők: Jyri Rönn Christopher Rooney |
| Iginla (Crosby, Doughty) (PP) – 22:30 | 1–0            |             |                                                    | Játékvezetők: Jyri Rönn Christopher Rooney |
| Heatley (Pronger, Thornton) – 24:27 | 2–0            |             |                                                    | Játékvezetők: Jyri Rönn Christopher Rooney |
| Richards (Bergeron, Weber) – 33:06 | 3–0            |             |                                                    | Játékvezetők: Jyri Rönn Christopher Rooney |
| Getzlaf (Niedermayer, Toews) – 44:29 | 4–0            |             |                                                    |                                            |
| Heatley (Marleau, Boyle) – 46:43 | 5–0            |             |                                                    |                                            |
| Iginla (Nash, Crosby) – 47:36 | 6–0            |             |                                                    |                                            |
| Perry (Staal, Boyle) – 51:03 | 7–0            |             |                                                    |                                            |
| Iginla (Nash, Crosby) – 58:11 | 8–0            |             |                                                    |                                            |

| 2010. február 18. 12:00 | Egyesült Államok (USA) | 6–1 (2–0, 1–1, 3–0) | Norvégia (NOR) | Canada Hockey Place, Vancouver Nézőszám: 16 710 |

| Jegyzőkönyv | Jegyzőkönyv | Jegyzőkönyv         | Jegyzőkönyv | Jegyzőkönyv                               |
| --- | ----------- | ------------------- | ----------- | ----------------------------------------- |
| | Ryan Miller | Kapusok             | Pål Grotnes | Játékvezetők: Marc Joannette Guy Pellerin |
| \| Kessel (Pavelski, Malone) – 02:39 \| 1–0 \| \| \| Drury (Callahan, Backes) – 13:04 \| 2–0 \| \| \| Kane (Parise) – 25:52 \| 3–0 \| \| \| \| 3–1 \| 28:37 – Holtet (SH) \| \| Malone (J. Johnson, Miller) – 54:19 \| 4–1 \| \| \| Rafalski (Parise, Kessel) (PP) – 57:00 \| 5–1 \| \| \| Rafalski (Suter, Pavelski) – 59:23 \| 6–1 \| \| |             |                     |             | Játékvezetők: Marc Joannette Guy Pellerin |
| 4 perc | Büntetések  | 10 perc             |             | Játékvezetők: Marc Joannette Guy Pellerin |
| 39 | Lövések     | 11                  |             | Játékvezetők: Marc Joannette Guy Pellerin |
| Kessel (Pavelski, Malone) – 02:39 | 1–0         |                     |             | Játékvezetők: Marc Joannette Guy Pellerin |
| Drury (Callahan, Backes) – 13:04 | 2–0         |                     |             | Játékvezetők: Marc Joannette Guy Pellerin |
| Kane (Parise) – 25:52 | 3–0         |                     |             | Játékvezetők: Marc Joannette Guy Pellerin |
| | 3–1         | 28:37 – Holtet (SH) |             |                                           |
| Malone (J. Johnson, Miller) – 54:19 | 4–1         |                     |             |                                           |
| Rafalski (Parise, Kessel) (PP) – 57:00 | 5–1         |                     |             |                                           |
| Rafalski (Suter, Pavelski) – 59:23 | 6–1         |                     |             |                                           |

| 2010. február 18. 16:30 | Svájc (SUI) | 2–3 (sz.) (0–1, 2–1, 0–0) (h.u.: 0–0) (sz.: 0–1) | Kanada (CAN) | Canada Hockey Place, Vancouver Nézőszám: 17 019 |

| Jegyzőkönyv | Jegyzőkönyv  | Jegyzőkönyv                           | Jegyzőkönyv    | Jegyzőkönyv                                  |
| --- | ------------ | ------------------------------------- | -------------- | -------------------------------------------- |
| | Jonas Hiller | Kapusok                               | Martin Brodeur | Játékvezetők: Dennis LaRue Marcus Vinnerborg |
| \| \| 0–1 \| 09:21 – Heatley (Marleau, Toews) \| \| \| 0–2 \| 20:35 – Marleau (Heatley, Weber) (PP) \| \| Rüthemann (Plüss, Paterlini) – 28:59 \| 1–2 \| \| \| von Gunten (Monnet, Furrer) – 39:50 \| 2–2 \| \| |              |                                       |                | Játékvezetők: Dennis LaRue Marcus Vinnerborg |
| Domenichelli Lemm Wick Plüss | Szétlövés    | Crosby Toews Getzlaf Crosby           |                | Játékvezetők: Dennis LaRue Marcus Vinnerborg |
| 14 perc | Büntetések   | 2 perc                                |                | Játékvezetők: Dennis LaRue Marcus Vinnerborg |
| 23 | Lövések      | 47                                    |                | Játékvezetők: Dennis LaRue Marcus Vinnerborg |
| | 0–1          | 09:21 – Heatley (Marleau, Toews)      |                | Játékvezetők: Dennis LaRue Marcus Vinnerborg |
| | 0–2          | 20:35 – Marleau (Heatley, Weber) (PP) |                | Játékvezetők: Dennis LaRue Marcus Vinnerborg |
| Rüthemann (Plüss, Paterlini) – 28:59 | 1–2          |                                       |                |                                              |
| von Gunten (Monnet, Furrer) – 39:50 | 2–2          |                                       |                |                                              |

| 2010. február 20. 12:00 | Norvégia (NOR) | 4–5 (h.u.) (1–1, 2–2, 1–1) (h.u.: 0–1) | Svájc (SUI) | Canada Hockey Place, Vancouver Nézőszám: 16 952 |

| Jegyzőkönyv | Jegyzőkönyv | Jegyzőkönyv                               | Jegyzőkönyv  | Jegyzőkönyv                              |
| --- | ----------- | ----------------------------------------- | ------------ | ---------------------------------------- |
| | Pål Grotnes | Kapusok                                   | Jonas Hiller | Játékvezetők: Paul Devorski Ország Péter |
| \| \| 0–1 \| 01:03 – Sprunger (Domenichelli, Sannitz) \| \| Vikingstad (Thoresen, Jakobsen) – 12:21 \| 1–1 \| \| \| Hansen (Thoresen) (PP) – 25:24 \| 2–1 \| \| \| \| 2–2 \| 29:15 – Wick (Seger, Plüss) \| \| \| 2–3 \| 35:42 – Sannitz (Seger, Wick) \| \| Vikingstad (Zuccarello Aasen, Olimb) – 38:46 \| 3–3 \| \| \| \| 3–4 \| 49:56 – Blindenbacher (Wick, Streit) (PP) \| \| Vikingstad (Thoresen) – 52:18 \| 4–4 \| \| \| \| 4–5 \| 62:28 – Lemm (Jeannin) \| |             |                                           |              | Játékvezetők: Paul Devorski Ország Péter |
| 4 perc | Büntetések  | 10 perc                                   |              | Játékvezetők: Paul Devorski Ország Péter |
| 23 | Lövések     | 38                                        |              | Játékvezetők: Paul Devorski Ország Péter |
| | 0–1         | 01:03 – Sprunger (Domenichelli, Sannitz)  |              | Játékvezetők: Paul Devorski Ország Péter |
| Vikingstad (Thoresen, Jakobsen) – 12:21 | 1–1         |                                           |              | Játékvezetők: Paul Devorski Ország Péter |
| Hansen (Thoresen) (PP) – 25:24 | 2–1         |                                           |              | Játékvezetők: Paul Devorski Ország Péter |
| | 2–2         | 29:15 – Wick (Seger, Plüss)               |              |                                          |
| | 2–3         | 35:42 – Sannitz (Seger, Wick)             |              |                                          |
| Vikingstad (Zuccarello Aasen, Olimb) – 38:46 | 3–3         |                                           |              |                                          |
| | 3–4         | 49:56 – Blindenbacher (Wick, Streit) (PP) |              |                                          |
| Vikingstad (Thoresen) – 52:18 | 4–4         |                                           |              |                                          |
| | 4–5         | 62:28 – Lemm (Jeannin)                    |              |                                          |

| 2010. február 21. 16:45 | Kanada (CAN) | 3–5 (1–2, 1–1, 1–2) | Egyesült Államok (USA) | Canada Hockey Place, Vancouver Nézőszám: 18 561 |

| Jegyzőkönyv | Jegyzőkönyv    | Jegyzőkönyv                                  | Jegyzőkönyv | Jegyzőkönyv                                  |
| --- | -------------- | -------------------------------------------- | ----------- | -------------------------------------------- |
| | Martin Brodeur | Kapusok                                      | Ryan Miller | Játékvezetők: Christopher Rooney Brad Watson |
| \| \| 0–1 \| 00:41 – Rafalski (Suter, Langenbrunner) \| \| Staal (Seabrook, Toews) – 08:53 \| 1–1 \| \| \| \| 1–2 \| 09:15 – Rafalski \| \| Heatley (Toews, Weber) – 23:32 \| 2–2 \| \| \| \| 2–3 \| 36:46 – Drury (Ryan, Backes) \| \| \| 2–4 \| 47:09 – Langenbrunner (Rafalski, Suter) (PP) \| \| Crosby (Nash, Keith) (PP) – 56:51 \| 3–4 \| \| \| \| 3–5 \| 59:15 – Kesler (Parise) (EN) \| |                |                                              |             | Játékvezetők: Christopher Rooney Brad Watson |
| 8 perc | Büntetések     | 6 perc                                       |             | Játékvezetők: Christopher Rooney Brad Watson |
| 45 | Lövések        | 23                                           |             | Játékvezetők: Christopher Rooney Brad Watson |
| | 0–1            | 00:41 – Rafalski (Suter, Langenbrunner)      |             | Játékvezetők: Christopher Rooney Brad Watson |
| Staal (Seabrook, Toews) – 08:53 | 1–1            |                                              |             | Játékvezetők: Christopher Rooney Brad Watson |
| | 1–2            | 09:15 – Rafalski                             |             | Játékvezetők: Christopher Rooney Brad Watson |
| Heatley (Toews, Weber) – 23:32 | 2–2            |                                              |             |                                              |
| | 2–3            | 36:46 – Drury (Ryan, Backes)                 |             |                                              |
| | 2–4            | 47:09 – Langenbrunner (Rafalski, Suter) (PP) |             |                                              |
| Crosby (Nash, Keith) (PP) – 56:51 | 3–4            |                                              |             |                                              |
| | 3–5            | 59:15 – Kesler (Parise) (EN)                 |             |                                              |

### B csoport
| Csapat            | M | Gy | HGy | HV | V | G+ | G- | Gk  | P |
| ----------------- | - | -- | --- | -- | - | -- | -- | --- | - |
| Oroszország (RUS) | 3 | 2  | 0   | 1  | 0 | 13 | 6  | +7  | 7 |
| Csehország (CZE)  | 3 | 2  | 0   | 0  | 1 | 10 | 7  | +3  | 6 |
| Szlovákia (SVK)   | 3 | 1  | 1   | 0  | 1 | 9  | 4  | +5  | 5 |
| Lettország (LAT)  | 3 | 0  | 0   | 0  | 3 | 4  | 19 | –15 | 0 |

| 2010. február 16. 21:00 | Oroszország (RUS) | 8–2 (3–0, 1–0, 4–2) | Lettország (LAT) | Canada Hockey Place, Vancouver Nézőszám: 16 862 |

| Jegyzőkönyv | Jegyzőkönyv       | Jegyzőkönyv                           | Jegyzőkönyv      | Jegyzőkönyv                                  |
| --- | ----------------- | ------------------------------------- | ---------------- | -------------------------------------------- |
| | Jevgenyij Nabokov | Kapusok                               | Edgars Masaļskis | Játékvezetők: Dennis LaRue Marcus Vinnerborg |
| \| Zaripov (Fjodorov, Nyikulin) – 02:38 \| 1–0 \| \| \| Radulov (Fjodorov, Kalinyin) – 07:46 \| 2–0 \| \| \| Ovecskin (Szjomin) – 19:25 \| 3–0 \| \| \| Malkin (Afinogenov, Kovalcsuk) (PP) – 38:18 \| 4–0 \| \| \| \| 4–1 \| 40:33 – Vasiļjevs (Ņiživijs, Cipulis) \| \| Ovecskin (Dacjuk) – 40:59 \| 5–1 \| \| \| Zaripov (Zinovjev) – 41:30 \| 6–1 \| \| \| Kovalcsuk (Malkin, Tyutyin) – 43:04 \| 7–1 \| \| \| \| 7–2 \| 43:35 – Ankipāns (Sprukts, Karsums) \| \| Morozov (Markov) – 58:57 \| 8–2 \| \| |                   |                                       |                  | Játékvezetők: Dennis LaRue Marcus Vinnerborg |
| 10 perc | Büntetések        | 16 perc                               |                  | Játékvezetők: Dennis LaRue Marcus Vinnerborg |
| 45 | Lövések           | 20                                    |                  | Játékvezetők: Dennis LaRue Marcus Vinnerborg |
| Zaripov (Fjodorov, Nyikulin) – 02:38 | 1–0               |                                       |                  | Játékvezetők: Dennis LaRue Marcus Vinnerborg |
| Radulov (Fjodorov, Kalinyin) – 07:46 | 2–0               |                                       |                  | Játékvezetők: Dennis LaRue Marcus Vinnerborg |
| Ovecskin (Szjomin) – 19:25 | 3–0               |                                       |                  | Játékvezetők: Dennis LaRue Marcus Vinnerborg |
| Malkin (Afinogenov, Kovalcsuk) (PP) – 38:18 | 4–0               |                                       |                  |                                              |
| | 4–1               | 40:33 – Vasiļjevs (Ņiživijs, Cipulis) |                  |                                              |
| Ovecskin (Dacjuk) – 40:59 | 5–1               |                                       |                  |                                              |
| Zaripov (Zinovjev) – 41:30 | 6–1               |                                       |                  |                                              |
| Kovalcsuk (Malkin, Tyutyin) – 43:04 | 7–1               |                                       |                  |                                              |
| | 7–2               | 43:35 – Ankipāns (Sprukts, Karsums)   |                  |                                              |
| Morozov (Markov) – 58:57 | 8–2               |                                       |                  |                                              |

| 2010. február 17. 21:00 | Csehország (CZE) | 3–1 (1–0, 2–1, 0–0) | Szlovákia (SVK) | Canada Hockey Place, Vancouver Nézőszám: 16 924 |

| Jegyzőkönyv | Jegyzőkönyv  | Jegyzőkönyv                            | Jegyzőkönyv    | Jegyzőkönyv                            |
| --- | ------------ | -------------------------------------- | -------------- | -------------------------------------- |
| | Tomáš Vokoun | Kapusok                                | Jaroslav Halák | Játékvezetők: Brent Reiber Brad Watson |
| \| Eliáš (Havlát, Blaťák) – 09:02 \| 1–0 \| \| \| \| 1–1 \| 20:47 – Gáborík (Mari. Hossa, Demitra) \| \| Jágr (Červenka) – 37:56 \| 2–1 \| \| \| Plekanec (Jágr, Židlický) – 39:58 \| 3–1 \| \| |              |                                        |                | Játékvezetők: Brent Reiber Brad Watson |
| 8 perc | Büntetések   | 12 perc                                |                | Játékvezetők: Brent Reiber Brad Watson |
| 24 | Lövések      | 35                                     |                | Játékvezetők: Brent Reiber Brad Watson |
| Eliáš (Havlát, Blaťák) – 09:02 | 1–0          |                                        |                | Játékvezetők: Brent Reiber Brad Watson |
| | 1–1          | 20:47 – Gáborík (Mari. Hossa, Demitra) |                | Játékvezetők: Brent Reiber Brad Watson |
| Jágr (Červenka) – 37:56 | 2–1          |                                        |                | Játékvezetők: Brent Reiber Brad Watson |
| Plekanec (Jágr, Židlický) – 39:58 | 3–1          |                                        |                |                                        |

| 2010. február 18. 21:00 | Szlovákia (SVK) | 2–1 (sz.) (0–0, 0–1, 1–0) (h.u.: 0–0) (sz.: 1–0) | Oroszország (RUS) | Canada Hockey Place, Vancouver Nézőszám: 17 202 |

| Jegyzőkönyv                                                                                                   | Jegyzőkönyv    | Jegyzőkönyv                                                | Jegyzőkönyv    | Jegyzőkönyv                               |
| --- | -------------- | ---------------------------------------------------------- | -------------- | ----------------------------------------- |
| | Jaroslav Halák | Kapusok                                                    | Ilja Brizgalov | Játékvezetők: Danny Kurmann Bill McCreary |
| \| \| 0–1 \| 25:32 – Morozov (Markov, Zinovjev) \| \| Mari. Hossa (Demitra, Marc. Hossa) – 49:48 \| 1–1 \| \| |                |                                                            |                | Játékvezetők: Danny Kurmann Bill McCreary |
| Stümpel Demitra Mari. Hossa Stümpel Handzuš Gáborík Demitra                                                   | Szétlövés      | Morozov Ovecskin Dacjuk Ovecskin Kovalcsuk Ovecskin Malkin |                | Játékvezetők: Danny Kurmann Bill McCreary |
| 10 perc | Büntetések     | 6 perc                                                     |                | Játékvezetők: Danny Kurmann Bill McCreary |
| 32 | Lövések        | 37                                                         |                | Játékvezetők: Danny Kurmann Bill McCreary |
| | 0–1            | 25:32 – Morozov (Markov, Zinovjev)                         |                | Játékvezetők: Danny Kurmann Bill McCreary |
| Mari. Hossa (Demitra, Marc. Hossa) – 49:48                                                                    | 1–1            |                                                            |                | Játékvezetők: Danny Kurmann Bill McCreary |

| 2010. február 19. 16:30 | Csehország (CZE) | 5–2 (3–0, 1–2, 1–0) | Lettország (LAT) | Canada Hockey Place, Vancouver Nézőszám: 16 984 |

| Jegyzőkönyv | Jegyzőkönyv  | Jegyzőkönyv                             | Jegyzőkönyv      | Jegyzőkönyv                                |
| --- | ------------ | --------------------------------------- | ---------------- | ------------------------------------------ |
| | Tomáš Vokoun | Kapusok                                 | Edgars Masaļskis | Játékvezetők: Jyri Rönn Christopher Rooney |
| \| Krejčí (Erat, Fleischmann) – 02:30 \| 1–0 \| \| \| M. Michálek (Plekanec, Židlický) – 03:33 \| 2–0 \| \| \| Jágr (Židlický, Kaberle) (PP) – 05:07 \| 3–0 \| \| \| Kaberle (Eliáš, Židlický) (PP) – 26:33 \| 4–0 \| \| \| \| 4–1 \| 35:30 – Sotnieks (Vasiļjevs) \| \| \| 4–2 \| 38:26 – Ankipāns (Karsums, Pujacs) (PP) \| \| Eliáš (SH) (EN) – 59:42 \| 5–2 \| \| |              |                                         |                  | Játékvezetők: Jyri Rönn Christopher Rooney |
| 10 perc | Büntetések   | 26 perc                                 |                  | Játékvezetők: Jyri Rönn Christopher Rooney |
| 39 | Lövések      | 18                                      |                  | Játékvezetők: Jyri Rönn Christopher Rooney |
| Krejčí (Erat, Fleischmann) – 02:30 | 1–0          |                                         |                  | Játékvezetők: Jyri Rönn Christopher Rooney |
| M. Michálek (Plekanec, Židlický) – 03:33 | 2–0          |                                         |                  | Játékvezetők: Jyri Rönn Christopher Rooney |
| Jágr (Židlický, Kaberle) (PP) – 05:07 | 3–0          |                                         |                  | Játékvezetők: Jyri Rönn Christopher Rooney |
| Kaberle (Eliáš, Židlický) (PP) – 26:33 | 4–0          |                                         |                  |                                            |
| | 4–1          | 35:30 – Sotnieks (Vasiļjevs)            |                  |                                            |
| | 4–2          | 38:26 – Ankipāns (Karsums, Pujacs) (PP) |                  |                                            |
| Eliáš (SH) (EN) – 59:42 | 5–2          |                                         |                  |                                            |

| 2010. február 20. 16:30 | Lettország (LAT) | 0–6 (0–3, 0–2, 0–1) | Szlovákia (SVK) | Canada Hockey Place, Vancouver Nézőszám: 17 023 |

| Jegyzőkönyv | Jegyzőkönyv      | Jegyzőkönyv                              | Jegyzőkönyv    | Jegyzőkönyv                                    |
| --- | ---------------- | ---------------------------------------- | -------------- | ---------------------------------------------- |
| | Edgars Masaļskis | Kapusok                                  | Jaroslav Halák | Játékvezetők: Dan O’Halloran Marcus Vinnerborg |
| \| \| 0–1 \| 02:44 – Višňovský (Stümpel, Zedník) (PP) \| \| \| 0–2 \| 09:11 – Zedník (Handzuš, Bartečko) \| \| \| 0–3 \| 17:08 – Stümpel (Pálffy) \| \| \| 0–4 \| 21:07 – Mari. Hossa (Stümpel) (PP) \| \| \| 0–5 \| 22:20 – Handzuš \| \| \| 0–6 \| 57:20 – Baranka (Handzuš, Štrbák) \| |                  |                                          |                | Játékvezetők: Dan O’Halloran Marcus Vinnerborg |
| 6 perc | Büntetések       | 8 perc                                   |                | Játékvezetők: Dan O’Halloran Marcus Vinnerborg |
| 21 | Lövések          | 37                                       |                | Játékvezetők: Dan O’Halloran Marcus Vinnerborg |
| | 0–1              | 02:44 – Višňovský (Stümpel, Zedník) (PP) |                | Játékvezetők: Dan O’Halloran Marcus Vinnerborg |
| | 0–2              | 09:11 – Zedník (Handzuš, Bartečko)       |                | Játékvezetők: Dan O’Halloran Marcus Vinnerborg |
| | 0–3              | 17:08 – Stümpel (Pálffy)                 |                | Játékvezetők: Dan O’Halloran Marcus Vinnerborg |
| | 0–4              | 21:07 – Mari. Hossa (Stümpel) (PP)       |                |                                                |
| | 0–5              | 22:20 – Handzuš                          |                |                                                |
| | 0–6              | 57:20 – Baranka (Handzuš, Štrbák)        |                |                                                |

| 2010. február 21. 12:00 | Oroszország (RUS) | 4–2 (1–1, 1–0, 2–1) | Csehország (CZE) | Canada Hockey Place, Vancouver Nézőszám: 17 114 |

| Jegyzőkönyv | Jegyzőkönyv       | Jegyzőkönyv                             | Jegyzőkönyv  | Jegyzőkönyv                               |
| --- | ----------------- | --------------------------------------- | ------------ | ----------------------------------------- |
| | Jevgenyij Nabokov | Kapusok                                 | Tomáš Vokoun | Játékvezetők: Dan O’Halloran Guy Pellerin |
| \| Malkin (Dacjuk, Ovecskin) (PP) – 15:13 \| 1–0 \| \| \| \| 1–1 \| 19:06 – Plekanec (Eliáš, Kaberle) (PP2) \| \| Kozlov (Radulov, Fjodorov) – 34:34 \| 2–1 \| \| \| Malkin (Szjomin, Tyutyin) – 41:49 \| 3–1 \| \| \| \| 3–2 \| 54:51 – M. Michálek (Židlický, Blaťák) \| \| Dacjuk (Malkin, Ovecskin) (EN) – 59:47 \| 4–2 \| \| |                   |                                         |              | Játékvezetők: Dan O’Halloran Guy Pellerin |
| 12 perc | Büntetések        | 6 perc                                  |              | Játékvezetők: Dan O’Halloran Guy Pellerin |
| 31 | Lövések           | 25                                      |              | Játékvezetők: Dan O’Halloran Guy Pellerin |
| Malkin (Dacjuk, Ovecskin) (PP) – 15:13 | 1–0               |                                         |              | Játékvezetők: Dan O’Halloran Guy Pellerin |
| | 1–1               | 19:06 – Plekanec (Eliáš, Kaberle) (PP2) |              | Játékvezetők: Dan O’Halloran Guy Pellerin |
| Kozlov (Radulov, Fjodorov) – 34:34 | 2–1               |                                         |              | Játékvezetők: Dan O’Halloran Guy Pellerin |
| Malkin (Szjomin, Tyutyin) – 41:49 | 3–1               |                                         |              |                                           |
| | 3–2               | 54:51 – M. Michálek (Židlický, Blaťák)  |              |                                           |
| Dacjuk (Malkin, Ovecskin) (EN) – 59:47 | 4–2               |                                         |              |                                           |

### C csoport
| Csapat                 | M | Gy | HGy | HV | V | G+ | G- | Gk | P |
| ---------------------- | - | -- | --- | -- | - | -- | -- | -- | - |
| Svédország (SWE)       | 3 | 3  | 0   | 0  | 0 | 9  | 2  | +7 | 9 |
| Finnország (FIN)       | 3 | 2  | 0   | 0  | 1 | 10 | 4  | +6 | 6 |
| Fehéroroszország (BLR) | 3 | 1  | 0   | 0  | 2 | 8  | 12 | –4 | 3 |
| Németország (GER)      | 3 | 0  | 0   | 0  | 3 | 3  | 12 | –9 | 0 |

| 2010. február 17. 12:00 | Finnország (FIN) | 5–1 (2–0, 1–1, 2–0) | Fehéroroszország (BLR) | Canada Hockey Place, Vancouver Nézőszám: 16 639 |

| Jegyzőkönyv | Jegyzőkönyv      | Jegyzőkönyv                   | Jegyzőkönyv   | Jegyzőkönyv                              |
| --- | ---------------- | ----------------------------- | ------------- | ---------------------------------------- |
| | Miikka Kiprusoff | Kapusok                       | Vitalij Koval | Játékvezetők: Paul Devorski Ország Péter |
| \| Jokinen (S. Koivu, Selänne) (PP) – 03:24 \| 1–0 \| \| \| Hagman (M. Koivu, Pitkänen) (PP) – 17:50 \| 2–0 \| \| \| \| 2–1 \| 20:21 – Kaszcicin (Dzjamahin) \| \| Hagman (M. Koivu) – 36:52 \| 3–1 \| \| \| Filppula (M. Koivu) – 40:23 \| 4–1 \| \| \| J. Ruutu (Kukkonen, Kapanen) – 52:59 \| 5–1 \| \| |                  |                               |               | Játékvezetők: Paul Devorski Ország Péter |
| 4 perc | Büntetések       | 12 perc                       |               | Játékvezetők: Paul Devorski Ország Péter |
| 45 | Lövések          | 12                            |               | Játékvezetők: Paul Devorski Ország Péter |
| Jokinen (S. Koivu, Selänne) (PP) – 03:24 | 1–0              |                               |               | Játékvezetők: Paul Devorski Ország Péter |
| Hagman (M. Koivu, Pitkänen) (PP) – 17:50 | 2–0              |                               |               | Játékvezetők: Paul Devorski Ország Péter |
| | 2–1              | 20:21 – Kaszcicin (Dzjamahin) |               | Játékvezetők: Paul Devorski Ország Péter |
| Hagman (M. Koivu) – 36:52 | 3–1              |                               |               |                                          |
| Filppula (M. Koivu) – 40:23 | 4–1              |                               |               |                                          |
| J. Ruutu (Kukkonen, Kapanen) – 52:59 | 5–1              |                               |               |                                          |

| 2010. február 17. 16:30 | Svédország (SWE) | 2–0 (0–0, 2–0, 0–0) | Németország (GER) | Canada Hockey Place, Vancouver Nézőszám: 16 966 |

| Jegyzőkönyv                                                                                           | Jegyzőkönyv      | Jegyzőkönyv | Jegyzőkönyv   | Jegyzőkönyv                               |
| --- | ---------------- | ----------- | ------------- | ----------------------------------------- |
| | Henrik Lundqvist | Kapusok     | Thomas Greiss | Játékvezetők: Marc Joannette Guy Pellerin |
| \| Öhlund (Enström, Weinhandl) (PP) – 24:29 \| 1–0 \| \| \| Eriksson (Bäckström) – 34:13 \| 2–0 \| \| |                  |             |               | Játékvezetők: Marc Joannette Guy Pellerin |
| 18 perc                                                                                               | Büntetések       | 22 perc     |               | Játékvezetők: Marc Joannette Guy Pellerin |
| 25 | Lövések          | 21          |               | Játékvezetők: Marc Joannette Guy Pellerin |
| Öhlund (Enström, Weinhandl) (PP) – 24:29                                                              | 1–0              |             |               | Játékvezetők: Marc Joannette Guy Pellerin |
| Eriksson (Bäckström) – 34:13                                                                          | 2–0              |             |               | Játékvezetők: Marc Joannette Guy Pellerin |

| 2010. február 19. 12:00 | Fehéroroszország (BLR) | 2–4 (0–2, 1–1, 1–1) | Svédország (SWE) | Canada Hockey Place, Vancouver Nézőszám: 16 878 |

| Jegyzőkönyv | Jegyzőkönyv  | Jegyzőkönyv                                    | Jegyzőkönyv      | Jegyzőkönyv                             |
| --- | ------------ | ---------------------------------------------- | ---------------- | --------------------------------------- |
| | Andrej Mezin | Kapusok                                        | Jonas Gustavsson | Játékvezetők: Dennis LaRue Brent Reiber |
| \| \| 0–1 \| 06:40 – D. Sedin (H. Sedin, Weinhandl) \| \| \| 0–2 \| 09:04 – Alfredsson (Johansson, Bäckström) (PP) \| \| \| 0–3 \| 29:35 – Franzén (Påhlsson, Modin) \| \| Mjaleska (Sztaszenka, Radzinszki) (PP) – 34:40 \| 1–3 \| \| \| Mjaleska (Kulakov) – 51:33 \| 2–3 \| \| \| \| 2–4 \| 59:49 – Alfredsson (H. Sedin, D. Sedin) \| |              |                                                |                  | Játékvezetők: Dennis LaRue Brent Reiber |
| 8 perc | Büntetések   | 4 perc                                         |                  | Játékvezetők: Dennis LaRue Brent Reiber |
| 19 | Lövések      | 38                                             |                  | Játékvezetők: Dennis LaRue Brent Reiber |
| | 0–1          | 06:40 – D. Sedin (H. Sedin, Weinhandl)         |                  | Játékvezetők: Dennis LaRue Brent Reiber |
| | 0–2          | 09:04 – Alfredsson (Johansson, Bäckström) (PP) |                  | Játékvezetők: Dennis LaRue Brent Reiber |
| | 0–3          | 29:35 – Franzén (Påhlsson, Modin)              |                  | Játékvezetők: Dennis LaRue Brent Reiber |
| Mjaleska (Sztaszenka, Radzinszki) (PP) – 34:40 | 1–3          |                                                |                  |                                         |
| Mjaleska (Kulakov) – 51:33 | 2–3          |                                                |                  |                                         |
| | 2–4          | 59:49 – Alfredsson (H. Sedin, D. Sedin)        |                  |                                         |

| 2010. február 19. 21:00 | Finnország (FIN) | 5–0 (1–0, 2–0, 2–0) | Németország (GER) | Canada Hockey Place, Vancouver Nézőszám: 16 662 |

| Jegyzőkönyv | Jegyzőkönyv      | Jegyzőkönyv | Jegyzőkönyv     | Jegyzőkönyv                                   |
| --- | ---------------- | ----------- | --------------- | --------------------------------------------- |
| | Niklas Bäckström | Kapusok     | Dimitri Pätzold | Játékvezetők: Vjacseszlav Bulanov Brad Watson |
| \| T. Ruutu (Niskala, Hagman) (PP) – 04:21 \| 1–0 \| \| \| Timonen (S. Koivu, Jokinen) (PP) – 24:04 \| 2–0 \| \| \| Timonen (Salo, Selänne) (PP) – 36:03 \| 3–0 \| \| \| J. Ruutu (Peltonen, Kapanen) – 47:10 \| 4–0 \| \| \| Pitkänen (Hagman) (PP) – 49:01 \| 5–0 \| \| |                  |             |                 | Játékvezetők: Vjacseszlav Bulanov Brad Watson |
| 6 perc | Büntetések       | 12 perc     |                 | Játékvezetők: Vjacseszlav Bulanov Brad Watson |
| 35 | Lövések          | 24          |                 | Játékvezetők: Vjacseszlav Bulanov Brad Watson |
| T. Ruutu (Niskala, Hagman) (PP) – 04:21 | 1–0              |             |                 | Játékvezetők: Vjacseszlav Bulanov Brad Watson |
| Timonen (S. Koivu, Jokinen) (PP) – 24:04 | 2–0              |             |                 | Játékvezetők: Vjacseszlav Bulanov Brad Watson |
| Timonen (Salo, Selänne) (PP) – 36:03 | 3–0              |             |                 | Játékvezetők: Vjacseszlav Bulanov Brad Watson |
| J. Ruutu (Peltonen, Kapanen) – 47:10 | 4–0              |             |                 |                                               |
| Pitkänen (Hagman) (PP) – 49:01 | 5–0              |             |                 |                                               |

| 2010. február 20. 21:00 | Németország (GER) | 3–5 (1–1, 0–1, 2–3) | Fehéroroszország (BLR) | Canada Hockey Place, Vancouver Nézőszám: 16 979 |

| Jegyzőkönyv | Jegyzőkönyv   | Jegyzőkönyv                                | Jegyzőkönyv   | Jegyzőkönyv                               |
| --- | ------------- | ------------------------------------------ | ------------- | ----------------------------------------- |
| | Thomas Greiss | Kapusok                                    | Vitalij Koval | Játékvezetők: Danny Kurmann Bill McCreary |
| \| Seidenberg (Sturm, Goc) (PP) – 05:39 \| 1–0 \| \| \| \| 1–1 \| 10:43 – Uharav \| \| \| 1–2 \| 28:36 – Kaljuzsni (Kaszcicin, Sztaszenka) \| \| \| 1–3 \| 51:10 – Kaszcicin (Kalcov) \| \| Tripp (Rankel) – 51:49 \| 2–3 \| \| \| Goc (Hecht) – 52:10 \| 3–3 \| \| \| \| 3–4 \| 54:36 – Szalej (Kaljuzsni, Kaszcicin) (PP) \| \| \| 3–5 \| 58:45 – Kaljuzsni (Kalcov, Kaszcicin) \| |               |                                            |               | Játékvezetők: Danny Kurmann Bill McCreary |
| 8 perc | Büntetések    | 6 perc                                     |               | Játékvezetők: Danny Kurmann Bill McCreary |
| 40 | Lövések       | 17                                         |               | Játékvezetők: Danny Kurmann Bill McCreary |
| Seidenberg (Sturm, Goc) (PP) – 05:39 | 1–0           |                                            |               | Játékvezetők: Danny Kurmann Bill McCreary |
| | 1–1           | 10:43 – Uharav                             |               | Játékvezetők: Danny Kurmann Bill McCreary |
| | 1–2           | 28:36 – Kaljuzsni (Kaszcicin, Sztaszenka)  |               | Játékvezetők: Danny Kurmann Bill McCreary |
| | 1–3           | 51:10 – Kaszcicin (Kalcov)                 |               |                                           |
| Tripp (Rankel) – 51:49 | 2–3           |                                            |               |                                           |
| Goc (Hecht) – 52:10 | 3–3           |                                            |               |                                           |
| | 3–4           | 54:36 – Szalej (Kaljuzsni, Kaszcicin) (PP) |               |                                           |
| | 3–5           | 58:45 – Kaljuzsni (Kalcov, Kaszcicin)      |               |                                           |

| 2010. február 21. 21:00 | Svédország (SWE) | 3–0 (1–0, 2–0, 0–0) | Finnország (FIN) | Canada Hockey Place, Vancouver Nézőszám: 17 410 |

| Jegyzőkönyv | Jegyzőkönyv      | Jegyzőkönyv | Jegyzőkönyv      | Jegyzőkönyv                                 |
| --- | ---------------- | ----------- | ---------------- | ------------------------------------------- |
| | Henrik Lundqvist | Kapusok     | Miikka Kiprusoff | Játékvezetők: Marc Joannette Danny Kurmann] |
| \| Eriksson (Bäckström, Johansson) (PP2) – 06:41 \| 1–0 \| \| \| Bäckström (D. Sedin) – 24:19 \| 2–0 \| \| \| Eriksson (Franzén, Bäckström) (PP) – 38:08 \| 3–0 \| \| |                  |             |                  | Játékvezetők: Marc Joannette Danny Kurmann] |
| 14 perc | Büntetések       | 33 perc     |                  | Játékvezetők: Marc Joannette Danny Kurmann] |
| 32 | Lövések          | 20          |                  | Játékvezetők: Marc Joannette Danny Kurmann] |
| Eriksson (Bäckström, Johansson) (PP2) – 06:41 | 1–0              |             |                  | Játékvezetők: Marc Joannette Danny Kurmann] |
| Bäckström (D. Sedin) – 24:19 | 2–0              |             |                  | Játékvezetők: Marc Joannette Danny Kurmann] |
| Eriksson (Franzén, Bäckström) (PP) – 38:08 | 3–0              |             |                  | Játékvezetők: Marc Joannette Danny Kurmann] |

## Egyenes kieséses szakasz
A csoportmérkőzések után minden csapatot rangsoroltak, amely meghatározta, hogy a következő szakaszban mikor és kivel játszottak. A legjobb csapat kapta az „1D” jelzőt, a következő a „2D” jelzőt, és így tovább, egészen „12D”-ig. A sorrend meghatározásához az alábbiakat vették figyelembe:
1. A csapat saját csoportjában elfoglalt helyezése.
2. Több szerzett pont.
3. Jobb gólkülönbség.
4. Több lőtt gól.
5. A 2009-es világranglistán lévő előkelőbb helyezés.

Az így kialakult sorrend alapján az első négy csapat automatikusan negyeddöntős lett, míg a többi nyolc csapat egy-egy mérkőzésen harcolhatta ki a továbbjutást. E nyolc csapat a következő párokban mérkőzött:
- 5D – 12D (a győztes kapta az „E1” jelzést)
- 6D – 11D (E2)
- 7D – 10D (E3)
- 8D – 9D (E4)

A győztes csapatok bejutottak a negyeddöntőbe, a vesztesek pedig a csoportkör utáni sorrendjük alapján lettek rangsorolva.

A negyeddöntőkben az alábbi párharcok voltak:
- 1D – E4 (a győztes kapta a „F1” jelzést)
- 2D – E3 (F2)
- 3D – E2 (F3)
- 4D – E1 (F4)

A győztes csapatok bejutottak az elődöntőbe, a vesztesek pedig a csoportkör utáni sorrendjük alapján lettek rangsorolva.

Az elődöntőkben, a bronzmérkőzésen illetve a döntőben azok a csapatok voltak a pályaválasztók, amelyek a csoportkör után előrébb végeztek. Az elődöntők párosítása a következő volt:
- F1 – F4
- F2 – F3

A győztesek mérkőztek az aranyéremért, a vesztesek pedig a harmadik helyért.

### Sorrend
| A sorrendben négy első csapat bejutott a negyeddöntőbe                                       |
| A sorrendben utolsó nyolc csapatnak egy mérkőzést kellett játszania a negyeddöntőbe jutásért |

| Helyezés | Csapat                 | M | H | P | Gk  | G+ | Rang |
| -------- | ---------------------- | - | - | - | --- | -- | ---- |
| 1D       | Egyesült Államok (USA) | 3 | 1 | 9 | +9  | 14 | 5    |
| 2D       | Svédország (SWE)       | 3 | 1 | 9 | +7  | 9  | 3    |
| 3D       | Oroszország (RUS)      | 3 | 1 | 7 | +7  | 13 | 1    |
| 4D       | Finnország (FIN)       | 3 | 2 | 6 | +6  | 10 | 4    |
| 5D       | Csehország (CZE)       | 3 | 2 | 6 | +3  | 10 | 6    |
| 6D       | Kanada (CAN)           | 3 | 2 | 5 | +7  | 14 | 2    |
| 7D       | Szlovákia (SVK)        | 3 | 3 | 5 | +5  | 9  | 9    |
| 8D       | Svájc (SUI)            | 3 | 3 | 3 | –2  | 8  | 7    |
| 9D       | Fehéroroszország (BLR) | 3 | 3 | 3 | –4  | 8  | 8    |
| 10D      | Norvégia (NOR)         | 3 | 4 | 1 | –14 | 5  | 11   |
| 11D      | Németország (GER)      | 3 | 4 | 0 | –9  | 3  | 12   |
| 12D      | Lettország (LAT)       | 3 | 4 | 0 | –15 | 4  | 10   |

### Ágrajz
|  | Rájátszás a negyeddöntőért | Rájátszás a negyeddöntőért | Rájátszás a negyeddöntőért |  |  | Negyeddöntők | Negyeddöntők     | Negyeddöntők |            |   | Elődöntők        | Elődöntők        | Elődöntők |        |   | Döntő         | Döntő         | Döntő         |  |
|  |                            |                            |                            |  |  |              |                  |              |            |   |                  |                  |           |        |   |               |               |               |  |
|  |                            |                            |                            |  |  | 1D           | Egyesült Államok | 2            |            |   |                  |                  |           |        |   |               |               |               |  |
|  | 8D                         | Svájc                      | 3                          |  |  | E4           | Svájc            | 0            |            |   |                  |                  |           |        |   |               |               |               |  |
|  | 9D                         | Fehéroroszország           | 2                          |  |  |              |                  |              |            |   | Egyesült Államok | Egyesült Államok | 6         |        |   |               |               |               |  |
|  |                            |                            |                            |  |  |              |                  | Finnország   | Finnország | 1 |                  |                  |           |        |   |               |               |               |  |
|  |                            |                            |                            |  |  | 4D           | Finnország       | 2            |            |   |                  |                  |           |        |   |               |               |               |  |
|  | 5D                         | Csehország                 | 3                          |  |  | E1           | Csehország       | 0            |            |   |                  |                  |           |        |   |               |               |               |  |
|  | 12D                        | Lettország                 | 2                          |  |  |              |                  |              |            |   | Egyesült Államok | Egyesült Államok | 2         |        |   |               |               |               |  |
|  |                            |                            |                            |  |  |              |                  |              |            |   |                  |                  | Kanada    | Kanada | 3 |               |               |               |  |
|  |                            |                            |                            |  |  | 3D           | Oroszország      | 3            |            |   |                  |                  |           |        |   |               |               |               |  |
|  | 6D                         | Kanada                     | 8                          |  |  | E2           | Kanada           | 7            |            |   |                  |                  |           |        |   |               |               |               |  |
|  | 11D                        | Németország                | 2                          |  |  |              |                  |              |            |   | Kanada           | Kanada           | 3         |        |   | Bronzmérkőzés | Bronzmérkőzés | Bronzmérkőzés |  |
|  |                            |                            |                            |  |  |              |                  | Szlovákia    | Szlovákia  | 2 |                  |                  |           |        |   |               |               |               |  |
|  |                            |                            |                            |  |  | 2D           | Svédország       | 3            |            |   |                  |                  |           |        |   | Finnország    | Finnország    | 5             |  |
|  | 7D                         | Szlovákia                  | 4                          |  |  | E3           | Szlovákia        | 4            |            |   | Szlovákia        | Szlovákia        | 3         |        |   |               |               |               |  |
|  | 10D                        | Norvégia                   | 3                          |  |  |              |                  |              |            |   |                  |                  |           |        |   |               |               |               |  |

### Rájátszás a negyeddöntőbe jutásért
| 2010. február 23. 12:00 | Svájc (SUI) | 3–2 (sz.) (1–1, 1–1, 0–0) (h.u.: 0–0) (sz.: 1–0) | Fehéroroszország (BLR) | Canada Hockey Place, Vancouver Nézőszám: 17 397 |

| Jegyzőkönyv | Jegyzőkönyv  | Jegyzőkönyv                               | Jegyzőkönyv  | Jegyzőkönyv                              |
| --- | ------------ | ----------------------------------------- | ------------ | ---------------------------------------- |
| | Jonas Hiller | Kapusok                                   | Andrej Mezin | Játékvezetők: Paul Devorski Ország Péter |
| \| \| 0–1 \| 00:59 – Kaljuzsni (Kaszcjucsonak) \| \| Sprunger (Wick, Plüss) (PP) – 12:25 \| 1–1 \| \| \| Domenichelli (Streit, Blindenbacher) (PP) – 27:07 \| 2–1 \| \| \| \| 2–2 \| 35:42 – Zaharav (Uharav, Sztaszenka) (PP) \| |              |                                           |              | Játékvezetők: Paul Devorski Ország Péter |
| Déruns Lemm Rüthemann | Szétlövés    | Antonyenka Mjaleska Kaszcicin             |              | Játékvezetők: Paul Devorski Ország Péter |
| 10 perc | Büntetések   | 6 perc                                    |              | Játékvezetők: Paul Devorski Ország Péter |
| 42 | Lövések      | 22                                        |              | Játékvezetők: Paul Devorski Ország Péter |
| | 0–1          | 00:59 – Kaljuzsni (Kaszcjucsonak)         |              | Játékvezetők: Paul Devorski Ország Péter |
| Sprunger (Wick, Plüss) (PP) – 12:25 | 1–1          |                                           |              | Játékvezetők: Paul Devorski Ország Péter |
| Domenichelli (Streit, Blindenbacher) (PP) – 27:07 | 2–1          |                                           |              |                                          |
| | 2–2          | 35:42 – Zaharav (Uharav, Sztaszenka) (PP) |              |                                          |

| 2010. február 23. 16:30 | Kanada (CAN) | 8–2 (1–0, 3–1, 4–1) | Németország (GER) | Canada Hockey Place, Vancouver Nézőszám: 17 723 |

| Jegyzőkönyv | Jegyzőkönyv    | Jegyzőkönyv                      | Jegyzőkönyv   | Jegyzőkönyv                                |
| --- | -------------- | -------------------------------- | ------------- | ------------------------------------------ |
| | Roberto Luongo | Kapusok                          | Thomas Greiss | Játékvezetők: Jyri Rönn Christopher Rooney |
| \| Thornton (Heatley, Keith) – 10:13 \| 1–0 \| \| \| Weber (Richards) – 22:32 \| 2–0 \| \| \| Iginla (Doughty, Staal) (PP) – 23:41 \| 3–0 \| \| \| Iginla (Staal, Boyle) – 28:50 \| 4–0 \| \| \| \| 4–1 \| 36:34 – Goc (Schmidt, Müller) \| \| Crosby (Staal, Keith) – 41:10 \| 5–1 \| \| \| Richards (Morrow, Toews) – 46:41 \| 6–1 \| \| \| Niedermayer – 51:22 \| 7–1 \| \| \| Nash (Pronger) – 56:28 \| 8–1 \| \| \| \| 8–2 \| 58:58 – Klinge (Müller, Hospelt) \| |                |                                  |               | Játékvezetők: Jyri Rönn Christopher Rooney |
| 6 perc | Büntetések     | 4 perc                           |               | Játékvezetők: Jyri Rönn Christopher Rooney |
| 39 | Lövések        | 23                               |               | Játékvezetők: Jyri Rönn Christopher Rooney |
| Thornton (Heatley, Keith) – 10:13 | 1–0            |                                  |               | Játékvezetők: Jyri Rönn Christopher Rooney |
| Weber (Richards) – 22:32 | 2–0            |                                  |               | Játékvezetők: Jyri Rönn Christopher Rooney |
| Iginla (Doughty, Staal) (PP) – 23:41 | 3–0            |                                  |               | Játékvezetők: Jyri Rönn Christopher Rooney |
| Iginla (Staal, Boyle) – 28:50 | 4–0            |                                  |               |                                            |
| | 4–1            | 36:34 – Goc (Schmidt, Müller)    |               |                                            |
| Crosby (Staal, Keith) – 41:10 | 5–1            |                                  |               |                                            |
| Richards (Morrow, Toews) – 46:41 | 6–1            |                                  |               |                                            |
| Niedermayer – 51:22 | 7–1            |                                  |               |                                            |
| Nash (Pronger) – 56:28 | 8–1            |                                  |               |                                            |
| | 8–2            | 58:58 – Klinge (Müller, Hospelt) |               |                                            |

| 2010. február 23. 19:00 | Csehország (CZE) | 3–2 (h.u.) (2–0, 0–0, 0–2) (h.u.: 1–0) | Lettország (LAT) | UBC Winter Sports Centre, Vancouver Nézőszám: 5448 |

| Jegyzőkönyv | Jegyzőkönyv  | Jegyzőkönyv                            | Jegyzőkönyv      | Jegyzőkönyv                              |
| --- | ------------ | -------------------------------------- | ---------------- | ---------------------------------------- |
| | Tomáš Vokoun | Kapusok                                | Edgars Masaļskis | Játékvezetők: Bill McCreary Brent Reiber |
| \| Rolinek (Kuba, Havlát) (PP) – 05:52 \| 1–0 \| \| \| Fleischmann (Krejčí, Červenka) – 11:06 \| 2–0 \| \| \| \| 2–1 \| 52:02 – Cipulis (Ņiživijs, K. Rēdlihs) \| \| \| 2–2 \| 56:19 – M. Rēdlihs (Bērziņš, Dārziņš) \| \| Krejčí (Fleischmann) – 65:10 \| 3–2 \| \| |              |                                        |                  | Játékvezetők: Bill McCreary Brent Reiber |
| 10 perc | Büntetések   | 10 perc                                |                  | Játékvezetők: Bill McCreary Brent Reiber |
| 50 | Lövések      | 26                                     |                  | Játékvezetők: Bill McCreary Brent Reiber |
| Rolinek (Kuba, Havlát) (PP) – 05:52 | 1–0          |                                        |                  | Játékvezetők: Bill McCreary Brent Reiber |
| Fleischmann (Krejčí, Červenka) – 11:06 | 2–0          |                                        |                  | Játékvezetők: Bill McCreary Brent Reiber |
| | 2–1          | 52:02 – Cipulis (Ņiživijs, K. Rēdlihs) |                  | Játékvezetők: Bill McCreary Brent Reiber |
| | 2–2          | 56:19 – M. Rēdlihs (Bērziņš, Dārziņš)  |                  |                                          |
| Krejčí (Fleischmann) – 65:10 | 3–2          |                                        |                  |                                          |

| 2010. február 23. 21:00 | Szlovákia (SVK) | 4–3 (3–1, 0–2, 1–0) | Norvégia (NOR) | Canada Hockey Place, Vancouver Nézőszám: 17 583 |

| Jegyzőkönyv | Jegyzőkönyv    | Jegyzőkönyv                                     | Jegyzőkönyv | Jegyzőkönyv                                      |
| --- | -------------- | ----------------------------------------------- | ----------- | ------------------------------------------------ |
| | Jaroslav Halák | Kapusok                                         | Pål Grotnes | Játékvezetők: Vjacseszlav Bulanov Marc Joannette |
| \| Handzuš (Gáborík, Mari. Hossa) (PP) – 07:03 \| 1–0 \| \| \| Gáborík (Demitra, Chára) (PP) – 10:12 \| 2–0 \| \| \| \| 2–1 \| 18:06 – Zuccarello Aasen (Holøs) \| \| Zedník (Stümpel, Pálffy) (PP) – 18:52 \| 3–1 \| \| \| \| 3–2 \| 27:27 – Vikingstad (Thoresen, Zuccarello Aasen) \| \| \| 3–3 \| 39:59 – Bastiansen (Olimb, Thoresen) \| \| Šatan (Višňovský, Zedník) – 48:41 \| 4–3 \| \| |                |                                                 |             | Játékvezetők: Vjacseszlav Bulanov Marc Joannette |
| 2 perc | Büntetések     | 29 perc                                         |             | Játékvezetők: Vjacseszlav Bulanov Marc Joannette |
| 40 | Lövések        | 19                                              |             | Játékvezetők: Vjacseszlav Bulanov Marc Joannette |
| Handzuš (Gáborík, Mari. Hossa) (PP) – 07:03 | 1–0            |                                                 |             | Játékvezetők: Vjacseszlav Bulanov Marc Joannette |
| Gáborík (Demitra, Chára) (PP) – 10:12 | 2–0            |                                                 |             | Játékvezetők: Vjacseszlav Bulanov Marc Joannette |
| | 2–1            | 18:06 – Zuccarello Aasen (Holøs)                |             | Játékvezetők: Vjacseszlav Bulanov Marc Joannette |
| Zedník (Stümpel, Pálffy) (PP) – 18:52 | 3–1            |                                                 |             |                                                  |
| | 3–2            | 27:27 – Vikingstad (Thoresen, Zuccarello Aasen) |             |                                                  |
| | 3–3            | 39:59 – Bastiansen (Olimb, Thoresen)            |             |                                                  |
| Šatan (Višňovský, Zedník) – 48:41 | 4–3            |                                                 |             |                                                  |

### Negyeddöntők
| 2010. február 24. 12:00 | Egyesült Államok (USA) | 2–0 (0–0, 0–0, 2–0) | Svájc (SUI) | Canada Hockey Place, Vancouver Nézőszám: 17 536 |

| Jegyzőkönyv                                                                                 | Jegyzőkönyv | Jegyzőkönyv | Jegyzőkönyv  | Jegyzőkönyv                              |
| ------------------------------------------------------------------------------------------- | ----------- | ----------- | ------------ | ---------------------------------------- |
|                                                                                             | Ryan Miller | Kapusok     | Jonas Hiller | Játékvezetők: Paul Devorski Ország Péter |
| \| Parise (Rafalski, Stastny) (PP) – 42:08 \| 1–0 \| \| \| Parise (EN) – 59:48 \| 2–0 \| \| |             |             |              | Játékvezetők: Paul Devorski Ország Péter |
| 6 perc                                                                                      | Büntetések  | 8 perc      |              | Játékvezetők: Paul Devorski Ország Péter |
| 44                                                                                          | Lövések     | 19          |              | Játékvezetők: Paul Devorski Ország Péter |
| Parise (Rafalski, Stastny) (PP) – 42:08                                                     | 1–0         |             |              | Játékvezetők: Paul Devorski Ország Péter |
| Parise (EN) – 59:48                                                                         | 2–0         |             |              | Játékvezetők: Paul Devorski Ország Péter |

| 2010. február 24. 16:30 | Oroszország (RUS) | 3–7 (1–4, 2–3, 0–0) | Kanada (CAN) | Canada Hockey Place, Vancouver Nézőszám: 17 740 |

| Jegyzőkönyv | Jegyzőkönyv                                            | Jegyzőkönyv                           | Jegyzőkönyv    | Jegyzőkönyv                                  |
| --- | ------------------------------------------------------ | ------------------------------------- | -------------- | -------------------------------------------- |
| | Jevgenyij Nabokov (le 24:07) Ilja Brizgalov (be 24:07) | Kapusok                               | Roberto Luongo | Játékvezetők: Dennis LaRue Marcus Vinnerborg |
| \| \| 0–1 \| 02:21 – Getzlaf (Boyle, Pronger) \| \| \| 0–2 \| 12:09 – Boyle (Heatley, Marleau) (PP) \| \| \| 0–3 \| 12:55 – Nash (Toews, Richards) \| \| Kalinyin (Volcsenkov, Fjodorov) – 14:39 \| 1–3 \| \| \| \| 1–4 \| 18:18 – Morrow (Boyle, Keith) \| \| \| 1–5 \| 23:10 – Perry (Getzlaf, Keith) \| \| \| 1–6 \| 24:07 – Weber (Toews, Iginla) \| \| Afinogenov (Kovalcsuk, Grebeskov) – 24:46 \| 2–6 \| \| \| \| 2–7 \| 29:51 – Perry (Staal, Getzlaf) \| \| Goncsar (Malkin) (PP) – 31:40 \| 3–7 \| \| |                                                        |                                       |                | Játékvezetők: Dennis LaRue Marcus Vinnerborg |
| 10 perc | Büntetések                                             | 10 perc                               |                | Játékvezetők: Dennis LaRue Marcus Vinnerborg |
| 28 | Lövések                                                | 42                                    |                | Játékvezetők: Dennis LaRue Marcus Vinnerborg |
| | 0–1                                                    | 02:21 – Getzlaf (Boyle, Pronger)      |                | Játékvezetők: Dennis LaRue Marcus Vinnerborg |
| | 0–2                                                    | 12:09 – Boyle (Heatley, Marleau) (PP) |                | Játékvezetők: Dennis LaRue Marcus Vinnerborg |
| | 0–3                                                    | 12:55 – Nash (Toews, Richards)        |                | Játékvezetők: Dennis LaRue Marcus Vinnerborg |
| Kalinyin (Volcsenkov, Fjodorov) – 14:39 | 1–3                                                    |                                       |                |                                              |
| | 1–4                                                    | 18:18 – Morrow (Boyle, Keith)         |                |                                              |
| | 1–5                                                    | 23:10 – Perry (Getzlaf, Keith)        |                |                                              |
| | 1–6                                                    | 24:07 – Weber (Toews, Iginla)         |                |                                              |
| Afinogenov (Kovalcsuk, Grebeskov) – 24:46 | 2–6                                                    |                                       |                |                                              |
| | 2–7                                                    | 29:51 – Perry (Staal, Getzlaf)        |                |                                              |
| Goncsar (Malkin) (PP) – 31:40 | 3–7                                                    |                                       |                |                                              |

| 2010. február 24. 19:00 | Finnország (FIN) | 2–0 (0–0, 0–0, 2–0) | Csehország (CZE) | UBC Winter Sports Centre, Vancouver Nézőszám: 5461 |

| Jegyzőkönyv                                                                                    | Jegyzőkönyv      | Jegyzőkönyv | Jegyzőkönyv  | Jegyzőkönyv                              |
| ---------------------------------------------------------------------------------------------- | ---------------- | ----------- | ------------ | ---------------------------------------- |
|                                                                                                | Miikka Kiprusoff | Kapusok     | Tomáš Vokoun | Játékvezetők: Dan O’Halloran Brad Watson |
| \| Hagman (Niskala) (PP) – 53:34 \| 1–0 \| \| \| Filppula (M. Koivu) (EN) – 58:25 \| 2–0 \| \| |                  |             |              | Játékvezetők: Dan O’Halloran Brad Watson |
| 4 perc                                                                                         | Büntetések       | 12 perc     |              | Játékvezetők: Dan O’Halloran Brad Watson |
| 31                                                                                             | Lövések          | 31          |              | Játékvezetők: Dan O’Halloran Brad Watson |
| Hagman (Niskala) (PP) – 53:34                                                                  | 1–0              |             |              | Játékvezetők: Dan O’Halloran Brad Watson |
| Filppula (M. Koivu) (EN) – 58:25                                                               | 2–0              |             |              | Játékvezetők: Dan O’Halloran Brad Watson |

| 2010. február 24. 21:00 | Svédország (SWE) | 3–4 (0–0, 2–3, 1–1) | Szlovákia (SVK) | Canada Hockey Place, Vancouver Nézőszám: 17 493 |

| Jegyzőkönyv | Jegyzőkönyv      | Jegyzőkönyv                                 | Jegyzőkönyv    | Jegyzőkönyv                           |
| --- | ---------------- | ------------------------------------------- | -------------- | ------------------------------------- |
| | Henrik Lundqvist | Kapusok                                     | Jaroslav Halák | Játékvezetők: Bill McCreary Jyri Rönn |
| \| \| 0–1 \| 27:34 – Gáborík (Mari. Hossa, Demitra) (PP) \| \| \| 0–2 \| 28:11 – Sekera (Zedník, Pálffy) \| \| Hörnqvist (Forsberg) – 33:49 \| 1–2 \| \| \| Zetterberg (Enström) – 34:26 \| 2–2 \| \| \| \| 2–3 \| 39:12 – Demitra (Chára, Mari. Hossa) (PP) \| \| \| 2–4 \| 49:01 – Kopecký (Mari. Hossa, Demitra) \| \| Alfredsson (Bäckström, Eriksson) – 49:39 \| 3–4 \| \| |                  |                                             |                | Játékvezetők: Bill McCreary Jyri Rönn |
| 10 perc | Büntetések       | 6 perc                                      |                | Játékvezetők: Bill McCreary Jyri Rönn |
| 29 | Lövések          | 14                                          |                | Játékvezetők: Bill McCreary Jyri Rönn |
| | 0–1              | 27:34 – Gáborík (Mari. Hossa, Demitra) (PP) |                | Játékvezetők: Bill McCreary Jyri Rönn |
| | 0–2              | 28:11 – Sekera (Zedník, Pálffy)             |                | Játékvezetők: Bill McCreary Jyri Rönn |
| Hörnqvist (Forsberg) – 33:49 | 1–2              |                                             |                | Játékvezetők: Bill McCreary Jyri Rönn |
| Zetterberg (Enström) – 34:26 | 2–2              |                                             |                |                                       |
| | 2–3              | 39:12 – Demitra (Chára, Mari. Hossa) (PP)   |                |                                       |
| | 2–4              | 49:01 – Kopecký (Mari. Hossa, Demitra)      |                |                                       |
| Alfredsson (Bäckström, Eriksson) – 49:39 | 3–4              |                                             |                |                                       |

### Elődöntők
| 2010. február 26. 12:00 | Egyesült Államok (USA) | 6–1 (6–0, 0–0, 0–1) | Finnország (FIN) | Canada Hockey Place, Vancouver Nézőszám: 17 602 |

| Jegyzőkönyv | Jegyzőkönyv                                  | Jegyzőkönyv                      | Jegyzőkönyv                                             | Jegyzőkönyv                                    |
| --- | -------------------------------------------- | -------------------------------- | ------------------------------------------------------- | ---------------------------------------------- |
| | Ryan Miller (le 48:29) Tim Thomas (be 48:29) | Kapusok                          | Miikka Kiprusoff (le 10:08) Niklas Bäckström (be 10:08) | Játékvezetők: Dan O’Halloran Marcus Vinnerborg |
| \| Malone – 02:04 \| 1–0 \| \| \| Parise (Stastny, Rafalski) (PP) – 06:22 \| 2–0 \| \| \| E. Johnson (Pavelski, Malone) (PP) – 08:36 \| 3–0 \| \| \| Kane – 10:08 \| 4–0 \| \| \| Kane (Rafalski) – 12:31 \| 5–0 \| \| \| Stastny (Langenbrunner, Parise) – 12:46 \| 6–0 \| \| \| \| 6–1 \| 54:46 – Miettinen (Lepistö) (PP) \| |                                              |                                  |                                                         | Játékvezetők: Dan O’Halloran Marcus Vinnerborg |
| 6 perc | Büntetések                                   | 20 perc                          |                                                         | Játékvezetők: Dan O’Halloran Marcus Vinnerborg |
| 25 | Lövések                                      | 25                               |                                                         | Játékvezetők: Dan O’Halloran Marcus Vinnerborg |
| Malone – 02:04 | 1–0                                          |                                  |                                                         | Játékvezetők: Dan O’Halloran Marcus Vinnerborg |
| Parise (Stastny, Rafalski) (PP) – 06:22 | 2–0                                          |                                  |                                                         | Játékvezetők: Dan O’Halloran Marcus Vinnerborg |
| E. Johnson (Pavelski, Malone) (PP) – 08:36 | 3–0                                          |                                  |                                                         | Játékvezetők: Dan O’Halloran Marcus Vinnerborg |
| Kane – 10:08 | 4–0                                          |                                  |                                                         |                                                |
| Kane (Rafalski) – 12:31 | 5–0                                          |                                  |                                                         |                                                |
| Stastny (Langenbrunner, Parise) – 12:46 | 6–0                                          |                                  |                                                         |                                                |
| | 6–1                                          | 54:46 – Miettinen (Lepistö) (PP) |                                                         |                                                |

| 2010. február 26. 18:30 | Kanada (CAN) | 3–2 (2–0, 1–0, 0–2) | Szlovákia (SVK) | Canada Hockey Place, Vancouver Nézőszám: 17 799 |

| Jegyzőkönyv | Jegyzőkönyv    | Jegyzőkönyv                     | Jegyzőkönyv    | Jegyzőkönyv                          |
| --- | -------------- | ------------------------------- | -------------- | ------------------------------------ |
| | Roberto Luongo | Kapusok                         | Jaroslav Halák | Játékvezetők: Dennis LaRue Jyri Rönn |
| \| Marleau (Weber, Niedermayer) – 13:30 \| 1–0 \| \| \| Morrow (Pronger, Getzlaf) – 15:17 \| 2–0 \| \| \| Getzlaf (Perry, Pronger) (PP) – 36:54 \| 3–0 \| \| \| \| 3–1 \| 51:35 – Višňovský (Stümpel) \| \| \| 3–2 \| 55:07 – Handzuš (Zedník, Šatan) \| |                |                                 |                | Játékvezetők: Dennis LaRue Jyri Rönn |
| 2 perc | Büntetések     | 4 perc                          |                | Játékvezetők: Dennis LaRue Jyri Rönn |
| 28 | Lövések        | 21                              |                | Játékvezetők: Dennis LaRue Jyri Rönn |
| Marleau (Weber, Niedermayer) – 13:30 | 1–0            |                                 |                | Játékvezetők: Dennis LaRue Jyri Rönn |
| Morrow (Pronger, Getzlaf) – 15:17 | 2–0            |                                 |                | Játékvezetők: Dennis LaRue Jyri Rönn |
| Getzlaf (Perry, Pronger) (PP) – 36:54 | 3–0            |                                 |                | Játékvezetők: Dennis LaRue Jyri Rönn |
| | 3–1            | 51:35 – Višňovský (Stümpel)     |                |                                      |
| | 3–2            | 55:07 – Handzuš (Zedník, Šatan) |                |                                      |

### Bronzmérkőzés
| 2010. február 27. 19:00 | Finnország (FIN) | 5–3 (1–0, 0–3, 4–0) | Szlovákia (SVK) | Canada Hockey Place, Vancouver Nézőszám: 17 322 |

| Jegyzőkönyv | Jegyzőkönyv      | Jegyzőkönyv                                  | Jegyzőkönyv    | Jegyzőkönyv                             |
| --- | ---------------- | -------------------------------------------- | -------------- | --------------------------------------- |
| | Miikka Kiprusoff | Kapusok                                      | Jaroslav Halák | Játékvezetők: Paul Devorski Brad Watson |
| \| Salo (PP) – 18:50 \| 1–0 \| \| \| \| 1–1 \| 29:56 – Gáborík (Demitra, Chára) (PP) \| \| \| 1–2 \| 35:38 – Mari. Hossa (Handzuš, Demitra) (PP2) \| \| \| 1–3 \| 38:45 – Demitra (Mari. Hossa) (SH) \| \| Hagman (Timonen) (PP) – 45:06 \| 2–3 \| \| \| Jokinen (J. Ruutu) – 46:41 \| 3–3 \| \| \| Jokinen (Pitkänen, Kiprusoff) (PP) – 48:41 \| 4–3 \| \| \| Filppula (Timonen) (EN) – 59:49 \| 5–3 \| \| |                  |                                              |                | Játékvezetők: Paul Devorski Brad Watson |
| 14 perc | Büntetések       | 18 perc                                      |                | Játékvezetők: Paul Devorski Brad Watson |
| 33 | Lövések          | 22                                           |                | Játékvezetők: Paul Devorski Brad Watson |
| Salo (PP) – 18:50 | 1–0              |                                              |                | Játékvezetők: Paul Devorski Brad Watson |
| | 1–1              | 29:56 – Gáborík (Demitra, Chára) (PP)        |                | Játékvezetők: Paul Devorski Brad Watson |
| | 1–2              | 35:38 – Mari. Hossa (Handzuš, Demitra) (PP2) |                | Játékvezetők: Paul Devorski Brad Watson |
| | 1–3              | 38:45 – Demitra (Mari. Hossa) (SH)           |                |                                         |
| Hagman (Timonen) (PP) – 45:06 | 2–3              |                                              |                |                                         |
| Jokinen (J. Ruutu) – 46:41 | 3–3              |                                              |                |                                         |
| Jokinen (Pitkänen, Kiprusoff) (PP) – 48:41 | 4–3              |                                              |                |                                         |
| Filppula (Timonen) (EN) – 59:49 | 5–3              |                                              |                |                                         |

### Döntő
| 2010. február 28. 12:15 | Egyesült Államok (USA) | 2–3 (h.u.) (0–1, 1–1, 1–0) (h.u.: 0–1) | Kanada (CAN) | Canada Hockey Place, Vancouver Nézőszám: 17 748 |

| Jegyzőkönyv | Jegyzőkönyv | Jegyzőkönyv                    | Jegyzőkönyv    | Jegyzőkönyv                                |
| --- | ----------- | ------------------------------ | -------------- | ------------------------------------------ |
| | Ryan Miller | Kapusok                        | Roberto Luongo | Játékvezetők: Bill McCreary Dan O’Halloran |
| \| \| 0–1 \| 12:50 – Toews (Richards) \| \| \| 0–2 \| 27:13 – Perry (Getzlaf, Keith) \| \| Kesler (Kane) – 32:44 \| 1–2 \| \| \| Parise (Langenbrunner, Kane) – 59:35 \| 2–2 \| \| \| \| 2–3 \| 67:40 – Crosby (Iginla) \| |             |                                |                | Játékvezetők: Bill McCreary Dan O’Halloran |
| 4 perc | Büntetések  | 4 perc                         |                | Játékvezetők: Bill McCreary Dan O’Halloran |
| 36 | Lövések     | 39                             |                | Játékvezetők: Bill McCreary Dan O’Halloran |
| | 0–1         | 12:50 – Toews (Richards)       |                | Játékvezetők: Bill McCreary Dan O’Halloran |
| | 0–2         | 27:13 – Perry (Getzlaf, Keith) |                | Játékvezetők: Bill McCreary Dan O’Halloran |
| Kesler (Kane) – 32:44 | 1–2         |                                |                | Játékvezetők: Bill McCreary Dan O’Halloran |
| Parise (Langenbrunner, Kane) – 59:35 | 2–2         |                                |                |                                            |
| | 2–3         | 67:40 – Crosby (Iginla)        |                |                                            |

| A 2010. évi téli olimpiai játékok férfi jégkorongtornájának olimpiai bajnoka |
| · KANADA · 8. cím                                                            |
| ---------------------------------------------------------------------------- |

## Statisztikák

### Sorrend
Az első négy helyezett utáni sorrend meghatározásához az alábbiak lesznek figyelembe véve:
- hányadik körig jut az adott csapat (negyeddöntő, rájátszás a negyeddöntőért)
- a csoportkör után elért helyezés

A hazai csapat eltérő háttérszínnel kiemelve.
| Helyezés | Nemzet                 | M | Gy | HGy | HV | V | G+ | G- | Gk  | P  |
| -------- | ---------------------- | - | -- | --- | -- | - | -- | -- | --- | -- |
| Arany    | Kanada (CAN)           | 7 | 4  | 2   | 0  | 1 | 35 | 16 | +19 | 16 |
| Ezüst    | Egyesült Államok (USA) | 6 | 5  | 0   | 1  | 0 | 24 | 9  | +15 | 16 |
| Bronz    | Finnország (FIN)       | 6 | 4  | 0   | 0  | 2 | 18 | 13 | +5  | 12 |
| 4.       | Szlovákia (SVK)        | 7 | 3  | 1   | 0  | 3 | 22 | 18 | +4  | 11 |
|          |                        |   |    |     |    |   |    |    |     |    |
| 5.       | Svédország (SWE)       | 4 | 3  | 0   | 0  | 1 | 12 | 6  | +6  | 9  |
| 6.       | Oroszország (RUS)      | 4 | 2  | 0   | 1  | 1 | 16 | 13 | +3  | 7  |
| 7.       | Csehország (CZE)       | 5 | 2  | 1   | 0  | 2 | 13 | 11 | +2  | 8  |
| 8.       | Svájc (SUI)            | 5 | 0  | 2   | 1  | 2 | 11 | 14 | -3  | 5  |
|          |                        |   |    |     |    |   |    |    |     |    |
| 9.       | Fehéroroszország (BLR) | 4 | 1  | 0   | 1  | 2 | 10 | 15 | -5  | 4  |
| 10.      | Norvégia (NOR)         | 4 | 0  | 0   | 1  | 3 | 8  | 23 | -15 | 1  |
| 11.      | Németország (GER)      | 4 | 0  | 0   | 0  | 4 | 5  | 20 | -15 | 0  |
| 12.      | Lettország (LAT)       | 4 | 0  | 0   | 1  | 3 | 6  | 22 | -16 | 1  |

### Kanadai táblázat
| #   | Játékos              | M | G | A | P  | BP | +/- |
| --- | -------------------- | - | - | - | -- | -- | --- |
| 1.  | Pavol Demitra (SVK)  | 7 | 3 | 7 | 10 | 2  | 0   |
| 2.  | Marián Hossa (SVK)   | 7 | 3 | 6 | 9  | 6  | 0   |
| 3.  | Zach Parise (USA)    | 6 | 4 | 4 | 8  | 0  | +4  |
| 3.  | Brian Rafalski (USA) | 5 | 4 | 4 | 8  | 2  | +7  |
| 5.  | Jonathan Toews (CAN) | 7 | 1 | 7 | 8  | 2  | +9  |
| 6.  | Jarome Iginla (CAN)  | 7 | 5 | 2 | 7  | 0  | +5  |
| 7.  | Sidney Crosby (CAN)  | 7 | 4 | 3 | 7  | 4  | +2  |
| 7.  | Dany Heatley (CAN)   | 7 | 4 | 3 | 7  | 4  | +1  |
| 9.  | Ryan Getzlaf (CAN)   | 7 | 3 | 4 | 7  | 2  | +2  |
| 10. | Niklas Hagman (FIN)  | 6 | 4 | 2 | 6  | 2  | -3  |

### Kapusteljesítmény
Az alábbi táblázatban azok a kapusok szerepelnek, akik a saját csapatuk játékidejének legalább 40%-át a pályán töltötték.
| #  | Kapus                  | M | Perc   | KG | Átlag | %     | V   |
| -- | ---------------------- | - | ------ | -- | ----- | ----- | --- |
| 1. | Ryan Miller (USA)      | 6 | 355:07 | 8  | 1,35  | 94,56 | 139 |
| 2. | Ilja Brizgalov (RUS)   | 2 | 100:53 | 3  | 1,78  | 94,23 | 49  |
| 3. | Tomáš Vokoun (CZE)     | 5 | 303:35 | 9  | 1,78  | 93,57 | 131 |
| 4. | Henrik Lundqvist (SWE) | 3 | 179:05 | 4  | 1,34  | 92,73 | 51  |
| 5. | Roberto Luongo (CAN)   | 5 | 307:40 | 9  | 1,76  | 92,68 | 114 |